# Human Hurricane
Human Hurricane – pierwszy album kompilacyjny doom metalowego zespołu Pentagram wydany w 1998 roku przez wytwórnię Downtime Recordings.

## Lista utworów
1. „Forever My Queen” – 2:22
2. „The Bees” – 2:31
3. „Out of Luck” – 3:50
4. „Goddess” – 2:31
5. „Target” – 7:37
6. „Devilchild” – 1:26
7. „Much Too Young to Know” – 4:37
8. „If the Winds Would Change” – 3:27
9. „The Diver” – 2:49
10. „Rape” – 5:11
11. „Livin' in a Ram's Head” – 2:15
12. „Buzzsaw” – 2:36
13. „Starlady” – 5:11
14. „Show 'Em How” – 10:00
15. „Downhill Slope” – 4:18
16. „Hurricane” – 2:01

## Twórcy
Personel
- Trevor Sadler – mastering